# 慕光英文書院
慕光英文書院（英語：Mu Kuang English School，簡稱MKES）是九龍觀塘區位於功樂道55號的一間中學，由前香港立法局議員杜葉錫恩創辦，於2013年成功轉為直資學校。

## 歷史
- 1954年，杜葉錫恩、杜學魁先生及戴中先生於九龍啟德新村設立帳篷校舍，命名為「慕光中學」[1]。其後以此為基礎，創立慕光教育機構。
- 1955年，於帳篷校舍原址蓋建單層三合土校舍，共有兩個教室，以代帳篷。是年11月28日，三合土教室正式啟用。自此，11月28日成為慕光的校慶日。
- 1957年，校舍遷至太子道，租用兩層樓宇。後因樓宇不符合政府規定，再遷回啟德新村原址。於啟德新村三合土校舍加建一層，成為雙層校舍，共有四個教室。慕光中學易名為「慕光英文書院」。
- 1958年，開辦夜中學。設立慕光社會福利部，向坊眾派發生活物品。設立慕光醫療室及慕光圖書室，向坊眾提供免費醫療及圖書借閱服務。慕光中學易名為「慕光英文書院」。
- 1959年，政府清拆啟德新村，校舍遷往衙前圍道40-42號樓宇。
- 1961年，於九龍城獅子石道56-62號開設分校。
- 1965年，於太子道214-216號開設分校。
- 1972年，觀塘功樂道55號校舍落成啟用。
- 1979年，慕光教育機構／慕光英文書院創立二十五周年，舉行大規模銀禧慶典活動。
- 1986年，觀塘功樂道55號校舍新翼落成啟用。學生上課時間逐步由半日制改變為全日制。隨著香港教育政策的改革及因應社會發展，不斷開設新科目，與時並進。
- 1988年，校報《火炬》創刊。至2020，已出版73期。
- 1998年，師生文集《慕光文圃》創刊出版。
- 1999年，逐步開設多間多媒體教室，全面展開資訊科技教育。電腦及相關設施廣泛應用於各學科。
- 2001年，由杜學魁校董撰著之《慕光校史》正式出版。
- 2003年，慕光教育機構／慕光英文書院 創立五十周年，舉行大規模金禧慶典活動。
- 2004年，分階段全面改善校舍設施，以營造更理想之學習環境。將學校原有編制改設為多個組別，目的為提升學習果效，深化品德及公民教育，並加強對學生的全面照顧等。
- 2008年，慕光教育機構／慕光英文書院創立五十五周年，舉行大規模慶典活動。
- 2009年，因應全港高中推行新學制，開設多個新科目，並積極改革校政作出配合。
- 2013年9月，為提高教育素質及學校有更佳之發展，轉制為直資學校。
- 2014年，當時慕光書院的辦學團體堅持走的直資路線與坊間不同，堅持平民辦學路線，轉為直資以後，在杜葉錫恩校監的堅持下，仍只向學生收取每年$2000元的學費，因此慕光在未適應剛開始轉做直資的營運模式下，同時繼續以學費減免計劃幫助有需要的家庭而陷入財政困難。校長吳道邦及校管會主席魏俊梅辭職，創校校監杜葉錫恩女士亦於翌年退任，2015年將轉由新辦學團體繼續營運。
- 2015年，慕光英文書院正式由新辦學團體成立全新校管會延續杜葉錫恩博士愛的教育理念。杜太辭世後沒有把個人財產轉交親友，而是全數捐予慕光學校。
- 2016年，慕光新校董會積極探索適合實踐平民資優教育的方向，校政改革正式開始。
- 2018年，慕光開設 EXCEL24 課程及才華發展課程，培訓學生在體藝方面的才能。
- 2019年，慕光新校政下，提倡擴闊學生視野，成功與上海尚陽外國語學校、湖北宜昌市外國語初中、湖北宜昌市人文藝術高中、高雄市立鼓山高級中學、日本群馬縣高崎北高等學校結成姊妹友好交流學校。
- 2020年，慕光英文書院六十五週年校慶；同年耗資二百萬的亞瑪遜生物教室正式使用。[2][3]
- 2021年，慕光校史館及杜葉錫恩紀念館揭幕；宣佈慕光於九月份正式走進三文四語時代，初中學生於日常課時必修「日本語」、「韓國語」，成為全港首間直資中學以日、韓雙語為初中必修語言的學校。也成功與日本沖繩、長野及韓國首爾學校建立雙互交流計劃方案，學生將有更多的機會深入了解日、韓文化和實踐所孿。[4][5][6][7]

## 歷屆行政人員

### 校監
- 杜葉錫恩 女士（1954年-2015年，創校校監）
- 黃華康 先生（2015年起，現任校監）

### 歷任校長
- 杜學魁先生（1954年-2000年，創校校長）[8]
- 溫國權先生（2000年[9]-？）
- 吳道邦先生
- 容達君署任校長
- 李逸樵校長
- 梁超然校長
- 金禮賢署任校長
- 何世昌校長
- 張永豐校長

## 辦學宗旨
慕光校訓是「明，理，愛，光」。“明理”指明白學術和人生的真理。“愛光”意思較為抽象，可解為走一條光明正確的道路。

## 課程
中一至中六級各有一班英文班，其餘班別為中文班，初中設日本語及韓國語必修課程，高中開辦 IAL 國際課程的 Band 2 學校。
初中英文班以英語授課科目為英文、數學、綜合人文、綜合科學，其他科目以中文授課。
高中英文班以英語授課科目為英文、數學、物理、化學、生物及經濟，其他科目以中文授課。
| 中一至中三 | 以中文為教學語言 | 中國語文、數學、中國歷史、通識教育、普通電腦、音樂、體育、科技與生活、設計與科技、普通話、視覺藝術、綜合科學、綜合人文、戲劇與電影                                                                       |
| 中一至中三 | 以英文為教學語言 | 英國語文、數學、綜合科學、綜合人文 |
| 中四至中六 | 以中文為教學語言 | 中國語文、數學（選修單元二代數與微積分）、中國歷史、公民與社會發展、資訊及通訊科技、體育、體育（文憑試）、科技與生活、設計與應用科技、物理、化學、生物、經濟、地理、歷史、企業會計與財務概論、旅遊與款待 |
| 中四至中六 | 以英文為教學語言 | 英國語文、數學、物理、化學、生物、經濟、企業會計與財務概論 |

除了開辦傳統學科，該校設有其他多元化課程，如：
1. Excel24 課程：本校設有才華發展組，專責統籌各項才華發展及興趣學習班。課程內容多元化，本年開設班別合計有45個之多，分別在星期二及星期四第九及第十節課進行。學生可自行選擇參與兩項不同的課程。[10]
2. 「亞馬遜生物教室」主題教學中心 [11]
3. 第三語言課程：入讀的中一級學生，須從日語或韓語選擇其中一門，作為初中必修第三語言。增加學生升學就業的選擇，同時為日後開辦國際課程鋪路。[12]

## 學校刊物
- 校報《火炬》及《喜訊》於1988年創刊，至2020年已出版73期。
- 師生文集《慕光文圃》於1998年創刊，至2010年已出版4期。
- 紀念特刊《創校五十周年金禧校慶紀念特刊》於2003年出版。
- 校史《慕光校史》於2001年由杜學魁校董撰著。
- 杜葉錫恩的教育思想及實踐 於2021年出版
- 杜葉錫恩紀念館特刊 於2021年出版

## 課外活動

### 服務性學會
- 香港青年奬勵計劃、風紀隊、校園電視台、學生禮儀大使等。

### 學術性學會
- 兩棲及爬行學會、中文朗誦、中文學會、生物學會、英語會話班、奧數班、英語朗誦班等。

### 興趣性學會
- 設計與科技學會、棋藝會、美容班、流行音樂、桌上遊戲、基督徒團契、烹飪班、創意手工藝、話劇社、電腦剪片學會、紙藝班、輕輕鬆鬆唱民歌、數學遊戲、攝影學會、合唱團、Sing 聲同學會等。

### 體育性學會
- 足球組、籃球組、健美操、排球組等、功夫及醒獅隊。

## 校外顧問團
- 澳洲天主教大學執行院長Professor Claire Wyatt-Smith
- 國立臺灣師範大學 英文學系 陳秋蘭教授
- 香港教育學院 數社科技學系副教授 羅天佑博士
- 城市大學 英語系副教授Dr. Betty Kwan
- 恆生管理學院 黃寶財教授

## 海外結盟院校
- 逢甲大學
- 銘傳大學
- 玄奘大學
- 靜宜大學
- 義守大學
- 上海尚陽外國語學校
- 湖北宜昌市外國語初中
- 湖北宜昌市人文藝術高中
- 高雄市立鼓山高級中學
- 日本群馬縣高崎北高等學校

## 著名／傑出校友
教育界
- 唐冬明（1962年中六）：美國聖地牙哥大學數理教授
- 吳賢發：前香港理工大學康復治療科學系系主任
- 馬俊江：中華傳道會呂明才小學校長
- 游紹永（1975年中七）：前香港大學明德學院會計系教授

商界及體育界
- 陳庇昌：天鼎聯合有限公司董事總經理兼立信會計師事務所董事
- 蔡漢成（1983年中五）：玩具易(控股）有限公司Toy2R創辦總裁、Qee品牌設計總監、香港十大傑出設計師、四川電影電視職業學院客座教授、2016年榮譽勛章得主
- 潘文迪（1990年中三）：前香港足球運動員
- 黃浩聰： 首名港人贏得四大極地大滿貫

傳媒及文化界
- 廖安麗（高中）：香港女演員
- 楊千嬅（預科畢業）：香港著名歌手、演員[13]
- 李蘊（2008年中五）：香港女歌手
- 洪智傑：前香港男子組合EO2成員
- 魏綺清：香港電台節目主持人兼歌手
- 陳婉婷：香港女演員
- 劉香萍：香港女演員兼製片家
- 王秀琳：香港女歌手、演員
- 石家俊（2013年中六）：第54屆金馬獎「最佳動畫短片」得主
- 李道洪：前香港男演員
- 王嘉盈：香港女演員
- 鄺玲玲（2007年至2012年）：泰國女藝人

## 外部連結
- 慕光英文書院 （页面存档备份，存于）
- 慕光英文書院校友會